# Шолково (Архангельская область)
Шолково — деревня в Холмогорском районе Архангельской области.

## География
Находится в центральной части Архангельской области на расстоянии приблизительно 11 км на север-северо-восток по прямой от административного центра района села Холмогоры на правом берегу реки Северная Двина.

## История
В 1859 году здесь (тогда деревня Холмогорского уезда Архангельской губернии) было учтено 6 дворов. До 2022 года входила в Луковецкое сельское поселение до его упразднения.

## Население
Численность населения: 34 человека (1859 год), 0 как в 2002 году, так и в 2010.